# Acrocercops unilineata
Acrocercops unilineata là một loài bướm đêm thuộc họ Gracillariidae. Nó được tìm thấy ở Queensland.